# Electra (estrella)

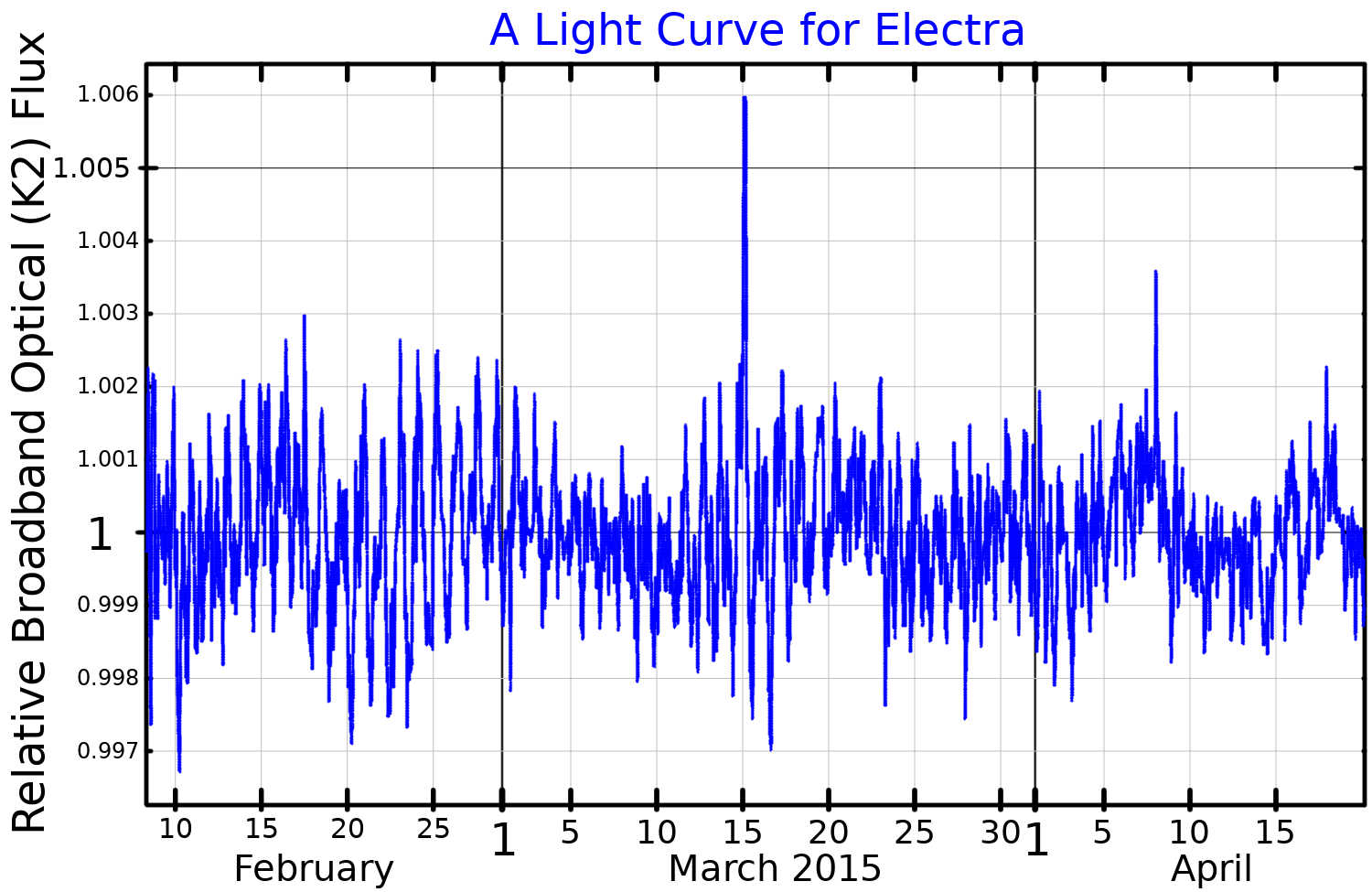
Curva de luz de Electra

Electra (17 Tauri / HD 23302 / HR 1142) es una estrella que forma parte del cúmulo de las Pléyades en la constelación de Tauro. Su magnitud aparente es +3,72 y se encuentra a unos 440 años luz de distancia. Es la tercera estrella más brillante de las Pléyades, después de Alcíone (25 Tauri) y Atlas (27 Tauri). Electra es el nombre de una de las siete hijas míticas de Atlas y Pléyone.
Electra es una estrella gigante blanco-azulada de tipo espectral B6IIIe. Irradia 1225 veces más energía que el Sol desde su caliente superficie a 14 000 K de temperatura. Con un radio 6 veces mayor que el radio solar, es una de las cuatro gigantes del cúmulo y, como tal, es una estrella que ha comenzado a expandirse tras agotar su hidrógeno interno.
Electra gira sobre sí misma con una velocidad de rotación de al menos 170 km/s —siendo éste un límite inferior—, completando un giro en menos de 1,75 días. Al igual que otras estrellas de las Pléyades, se halla rodeada por un disco ecuatorial de materia expulsada, lo que la convierte en una estrella Be. Su masa estimada es de 5 masas solares y su edad se cifra en unos 130 millones de años.
A partir de su espectro —posteriormente confirmado por ocultación lunar— se sabe que Electra es una estrella binaria cercana. Su compañera, probablemente una estrella blanca de la secuencia principal, orbita a 0,8 UA de la gigante azul con un período de 100,46 días. 
El ámbar fue llamado en la Grecia antigua con el nombre de "electrón" en referencia a la estrella Electra, ya que la luz cálida que emite esta estrella recordaba al ámbar. Posteriormente el ámbar (en griego "electrón"), que posee propiedades de polaridad, dio nombre a la palabra electricidad. 